# Чорна металургія Болгарії
Чорна металургія Болгарії (болг. Черна металургия на България) одна з галузей обробної промисловості Болгарії. За даними 2020 року в Болгарії виплавка сталі провадиться лише у електродугових печах і становить 484 тис. т на рік. З яких 61 тис. т пішло на експорт. У 2019 році частка Болгарії у видобутку сталі в ЄС становила 0,4%:27.  

## Статистичні дані
| Рік                               | Рік            | 1939 | 1957 | 1969 | 1975 | 1983  | 1990  | 2000  | 2010 | 2015 | 2017 | 2018  | 2019 | 2020 |
| --------------------------------- | -------------- | ---- | ---- | ---- | ---- | ----- | ----- | ----- | ---- | ---- | ---- | ----- | ---- | ---- |
| Чавун                             | Чавун          | —    | 54   | 1134 | 1509 | 1626  | 1143  | 1220  | —    | —    | —    | —     | —    | —    |
| Сталь                             | загалом        | 6    | 159  | 1515 | 2265 | 2825  | 2184  | 2 017 | 747  | 543  | 652  | 666   | 566  | 484  |
| Сталь                             | мартенівська   |      |      |      |      |       |       |       | —    | —    | —    | —     | —    | —    |
| Сталь                             | електросталь   |      |      |      |      | 884   | 901   | 601   | 747  | 543  | 652  | 666   | 566  | 484  |
| Прокат                            | плоский        |      |      |      |      |       |       |       | 284  | 213  | 264  | 273   | 242  | 200  |
| Прокат                            | сортовий       |      |      |      |      |       |       |       | 612  | 622  | 647  | 858   | 726  | 731  |
| Прокат                            | загалом        | 4    | 117  | 1215 | 2495 | н. д. | 1826  | 1027  | 896  | 835  | 911  | 1 131 | 968  | 931  |
| Продукти прокату                  | безшовні труби |      |      |      |      | 72    | 52    |       |      |      |      |       |      |      |
| Продукти прокату                  | зварні труби   |      |      |      |      | 221   | н. д. |       |      |      |      |       |      |      |
| Примітки. 1. н. д. — немає даних. |                |      |      |      |      |       |       |       |      |      |      |       |      |      |

## Сировинна база
В Болгарії розташоване Кремиковське родовище залізної руди. На базі родовища, протягом 46 років, працював Кремиковський металургійний комбінат.
Найбільше родовище марганцевої руди Болгарії знаходиться у с. Оброчиште, Добрицької області. Запаси родовища становлять 895,5 млн т., зі вмістом Mn 27,5 %. Компанія Evromangan Ltd, що володіє родовищем, зупинила виробництво на початку 21 ст., ведуться пошуки шляхів відновлення видобутку.
| Рік             | 1970  | 1980  | 1990  | 2000  | 2010 | 2015 | 2017 | 2018 | 2019 |
| --------------- | ----- | ----- | ----- | ----- | ---- | ---- | ---- | ---- | ---- |
| Залізна руда    | 2,409 | 1,886 | 1,079 | 0,588 |      |      |      |      |      |
| Марганцева руда |       |       |       | —     |      |      |      |      |      |

## Металургійні підприємства

### Закриті

#### Кремиковський металургійний комбінат
42°44′48.1″ пн. ш. 23°31′19.1″ сх. д. / 42.746694° пн. ш. 23.521972° сх. д.
Кремиковський металургійний комбінат (болг. Металургичен комбинат «Кремиковци») був побудований у 1963 році. Комбінат мав статус найбільшого металургійного підприємства Болгарії та спеціалізувався на випуску чавуну, сталі, металопрокату, безшовних труб, фероманганцю і низку хімічних продуктів. У 90-х роках ХХ століття був приватизований. З 2009 року не працює через банкрутство.

## Металургійні компанії
У 21 столітті чорна металургія Болгарії представлена 7 найбільшими компаніями: «Stomana Industry», «Promet Steel», «Helios Metalurg», «PIH Industry», «Jiti» та «Interpipe»:14.

## Виноски
1. 1 2  Production and sales of steel and steel products in Bulgaria in 2020 (quarterly data) (PDF). bami.bg. Bulgarian Association Of The Metallurgical Industry. 2021. Процитовано 1 березня 2021. (англ.)
2. 1 2  Metallurgy in Bulgaria 2019 (PDF). bami.bg. Bulgarian Association Of The Metallurgical Industry. 2021. Процитовано 1 березня 2021. (англ.)
3. 1 2 3  Болгария. // Большая советская энциклопедия : в 30 т. / главн. ред. А. М. Прохоров. — 3-е изд. — М. : «Советская энциклопедия», 1969—1978. (рос.)
4. ↑  Steel Statistical Yearbook 1978 (PDF). www.worldsteel.org. World Steel Association. 1978. Архів оригіналу (PDF) за 19 січня 2021. Процитовано 1 березня 2021. (англ.)
5. ↑  Nikol'skii,  A. S., (1978). Development of ferrous metallurgy in Bulgaria. Metallurgist, 22(3), 843–844. https://doi.org/10.1007/bf00733582
6. 1 2  Steel Statistical Yearbook 1992 (PDF). www.worldsteel.org. World Steel Association. 1992. Архів оригіналу (PDF) за 24 січня 2021. Процитовано 1 березня 2021. (англ.)
7. ↑  Steel Statistical Yearbook 1985 (PDF). www.worldsteel.org. World Steel Association. 1985. Архів оригіналу (PDF) за 19 січня 2021. Процитовано 1 березня 2021. (англ.)
8. ↑  Steel Statistical Yearbook 2002 (PDF). www.worldsteel.org. World Steel Association. 2002. Архів оригіналу (PDF) за 19 січня 2021. Процитовано 1 березня 2021. (англ.)
9. 1 2  Metallurgy in Bulgaria 2010 (PDF). bami.bg. Bulgarian Association Of The Metallurgical Industry. 2011. Процитовано 1 березня 2021. (англ.)
10. 1 2 3 4 5  Steel Statistical Yearbook 2020 concise version (PDF). www.worldsteel.org. World Steel Association. 2020. Архів оригіналу (PDF) за 11 травня 2021. Процитовано 1 березня 2021. (англ.)
11. ↑  Гірничий енциклопедичний словник : у 3 т / за ред. В. С. Білецького. — Д. : Східний видавничий дім, 2001—2004.
12. ↑  Fink-Jensen, Jonathan, Klein Goldewijk, Kees, (13 січня 2015). Iron Ore Production. datasets.iisg.amsterdam. International Institute of Social History (Amsterdam). Процитовано 27 лютого 2021.{{cite web}}:  Обслуговування CS1: Сторінки з посиланнями на джерела із зайвою пунктуацією (посилання)
13. ↑  Кремиковский металлургический комбинат. // Большая советская энциклопедия : в 30 т. / главн. ред. А. М. Прохоров. — 3-е изд. — М. : «Советская энциклопедия», 1969—1978. (рос.)